# 波林切特市镇
波林切特市镇（俄语：Полинчетское муниципальное образование）是俄罗斯联邦伊尔库茨克州泰舍特区所属的一个市镇。其下辖有个居民点，行政中心为波林切特。据2016年统计，该市镇的人口为443人。